# میپل لیف فودز
میپل لیف فودز (انگلیسی: Maple Leaf Foods) شرکت صنایع غذایی کانادایی است، که در سال ۱۹۲۷ تأسیس شد.